# Yves Blondeau
Yves Blondeau (* 29. April 1951) ist ein ehemaliger französischer Skilangläufer und Biathlet.
Blondeau startete international erstmals bei den Olympischen Winterspielen 1976 in Innsbruck. Dort belegte er den 43. Platz über 30 km und zusammen mit Daniel Drezet, Jean-Paul Vandel und Jean-Paul Pierrat den 11. Rang in der Staffel. Zwei Jahre später errang er bei den Nordischen Skiweltmeisterschaften in Lahti den 39. Platz über 50 km und zusammen mit Jean-Paul Pierrat, Daniel Drezet und Paul Fargeix den zehnten Platz in der Staffel. Bei den Olympischen Winterspielen 1980 in Lake Placid nahm er als Biathlet teil. Dabei kam er im Sprint über 10 km auf den 39. Platz.